# برنارد باتلر
برنارد باتلر (بالإنجليزية: Bernard Butler)‏ (و. 1970  م) هو عازف قيثارة، ومنتج أسطوانات، ومغن مؤلف إنجليزي، ولد في لندن، يستخدم آلات قيثارة.

## التعليم
تعلم في كلية الملكة ماري, جامعة لندن.

## روابط خارجية
- برنارد باتلر على موقع IMDb (الإنجليزية)
- برنارد باتلر على موقع ميوزك برينز (الإنجليزية)
- برنارد باتلر على موقع أول ميوزيك (الإنجليزية)
- برنارد باتلر على موقع ديسكوغز (الإنجليزية)